# Noé (ópera)

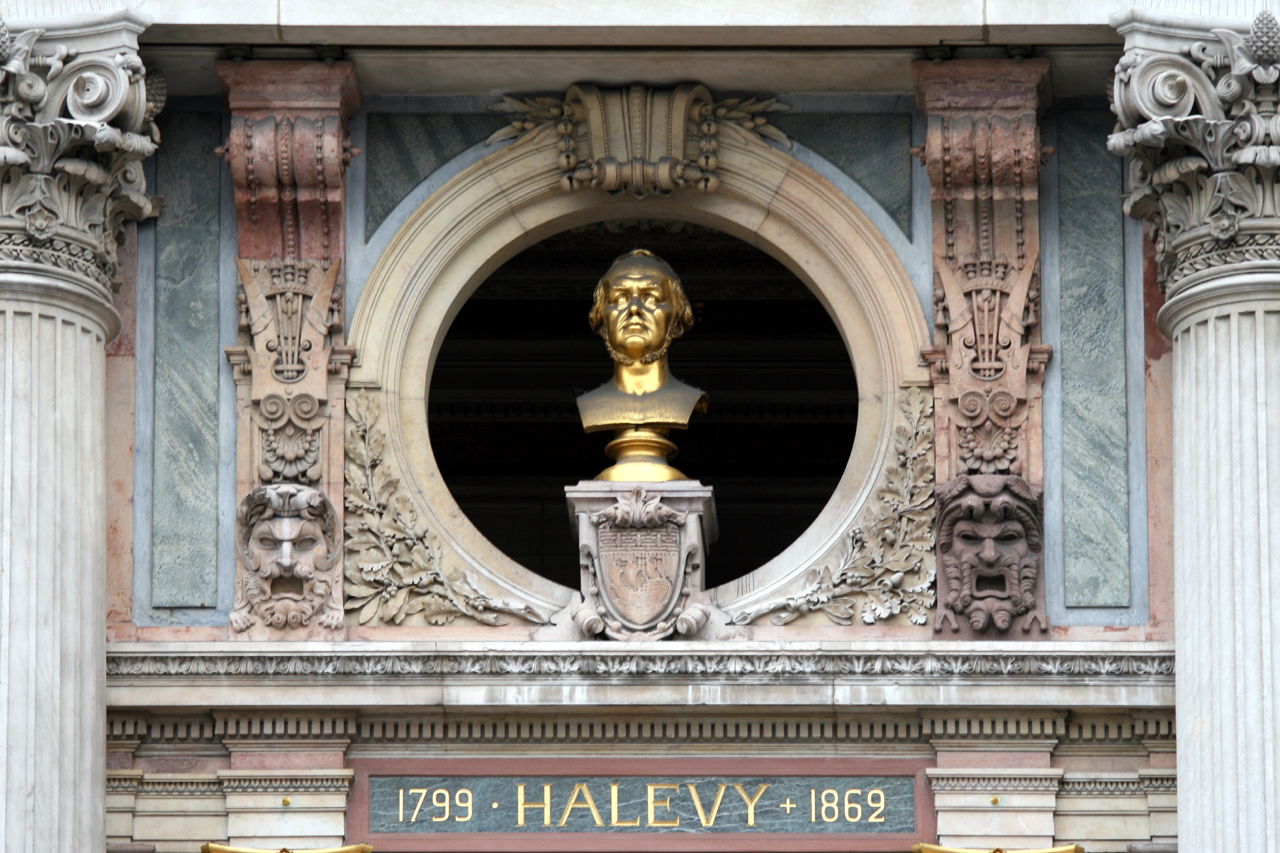
Busto de Jacques Fromental Halevy.

Noé fue la última ópera del compositor Fromental Halévy.
El libreto de la ópera es de Jules-Henri Vernoy de Saint-Georges, que había escrito el libreto para la primera ópera del compositor que llegó a ser interpretada, L'artisan (1827). Noé se basa en la historia bíblica de Noé.
Halévy trabajó en la ópera durante sus últimos años (1858-1862), pero la dejó inacabado después de que la Ópera de París, que la había programado para la temporadade 1860, decidió aplazarla después de ver la partitura de los cuatro primeros actos. Finalmente fue completada por Georges Bizet, yerno de Halévy, que sin embargo fue incapaz de convencer a ningún teatro para su representación. Finalmente se estrenó en Karlsruhe en 1885, diez años tras la muerte de Bizet. A veces recibe el título sugerido por Bizet, Le déluge (El Diluvio).